# Tristrophis
Tristrophis là một chi bướm đêm thuộc họ Geometridae.